# Juriniopsis insularis
Juriniopsis insularis är en tvåvingeart som beskrevs av Charles Howard Curran 1960. Juriniopsis insularis ingår i släktet Juriniopsis och familjen parasitflugor.
Artens utbredningsområde är Kuba. Inga underarter finns listade i Catalogue of Life.